# Cancioneiro de Belém

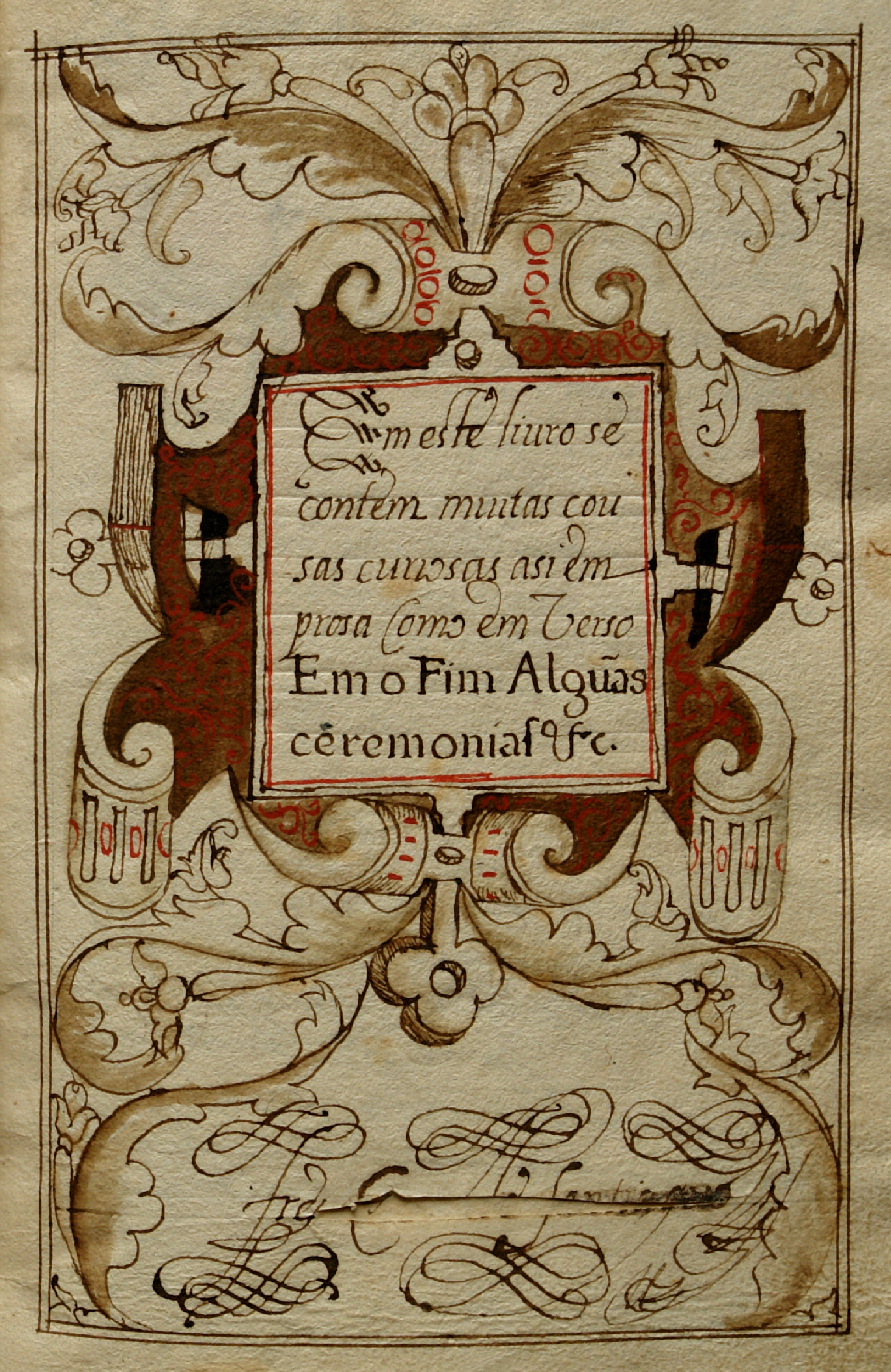
Página-título do cancioneiro

O Cancioneiro Musical de Belém, ou simplesmente Cancioneiro de Belém (Santa Maria de Belém (Lisboa), Museu Nacional de Arqueologia e Etnologia, Ms 3391) é um manuscrito português do início do século XVII contendo música e poemas da época renascentista. 

## O manuscrito
Este pequeno cancioneiro de apenas 18 canções foi descoberto entre os códices do Museu Nacional de Arqueologia e Etnologia, em Belém, ao final da década dos 60 pelos professores Arthur Lee-Francis Askins e Jack Sage, especialistas na lírica quinhentista ibérica. Posteriormente Manuel Morais o estudou e publicou em 1988 uma edição crítica do cancioneiro, juntamente com a transcrição para notação musical moderna de todas as dezoito músicas.
O manuscrito chegou aos nossos dias com 77 fólios de tamanho 191 x 130 mm, sendo que as canções se estendem do fólio 58v ao 74. Em data ainda desconhecida, recebeu uma encadernação em pele castanha, em cuja lombada se lê o título Manuscriptos / Varios.
No interior do cancioneiro uma inscrição informa: Porto, dia de S. Miguel, [1]603. Entretanto, as músicas nele contidas são anteriores a 1603, tendo sido datadas como pertencentes à segunda metade do século XVI (c. 1560-1580). No cancioneiro estão registrados os únicos madrigais portugueses manuscritos de que se tem notícia, além de vilancetes, cantigas e dois raros exemplos de vilancicos religiosos, um para o Natal (Pues a Dios humano vemos) e outro para Corpus Christi (O manjar bivo, dulçe i provechoso).
Algumas poucas canções encontram-se duplicadas em outros manuscritos portugueses, como por exemplo no Cancioneiro de Elvas, e em algumas edições impressas espanholas do século XVI, mas a maioria delas acham-se unicamente neste manuscrito.
Entre os poetas identificados encontram-se Dom Manuel de Portugal (1520?-1601) e o poeta-músico Jorge de Montemor (c.1520-1561), bem como os castelhanos Garcilaso de la Vega (1503-1536) e a desconhecida poetisa Cetina "a monja".

## Lista das obras
| Nº  | Obra                               | Compositor        | Texto                 | Concordância | Gravações          |
| --- | ---------------------------------- | ----------------- | --------------------- | ------------ | ------------------ |
| 1.  | Pues a Dios humano vemos           | Anónimo           |                       |              | SEG                |
| 2.  | Ay de mim sin ventura              | Anónimo           | Cetina "la monja"     |              | SEG                |
| 3.  | Baxad, Señora los ojos             | Anónimo           |                       |              | SEG                |
| 4.  | [Oh] Dulçe suspiro mio             | Anónimo           |                       |              | SEG                |
| 5.  | Venid a suspirar al verde prado    | Anónimo           |                       | CME          | STU, SEG, UFF, BAL |
| 6.  | Desperança vos vestistes           | Anónimo           |                       |              | SEG                |
| 7.  | Dame [a]cogida en tu hato          | Anónimo           |                       | DAZ, ODA     | SEG                |
| 8.  | Oy[u]elos graçiosos                | Anónimo           |                       | CME          | SEG                |
| 9.  | Mira que negro amor y que nonada   | Anónimo           |                       | CME          | SEG                |
| 10. | Aquella voluntad que se ha rendido | Anónimo           | D. Manuel de Portugal | CME          | SEG, UFF           |
| 11. | Sabete Gil que me muero            | Anónimo           |                       |              | SEG                |
| 12. | En la peña, yunto la peña          | Anónimo           | Antonio de Villegas   |              | SEG                |
| 13. | Qu[i]en te hizo Yuan pastor        | Anónimo           |                       | DAZ          | SEG                |
| 14. | Tierras mias ado nasci             | Anónimo           |                       | CML          | SEG                |
| 15. | O manjar bivo, dulçe i provechoso  | Anónimo           |                       |              | SEG                |
| 16. | De mi ventura quexoso              | Anónimo           |                       |              | SEG                |
| 17. | O mas dura que marmor a mis quexas | Anónimo           | Garcilaso de la Vega  |              | SEG                |
| 18. | Flerida en cuja mano               | Jorge de Montemor | Jorge de Montemor     |              | SEG                |

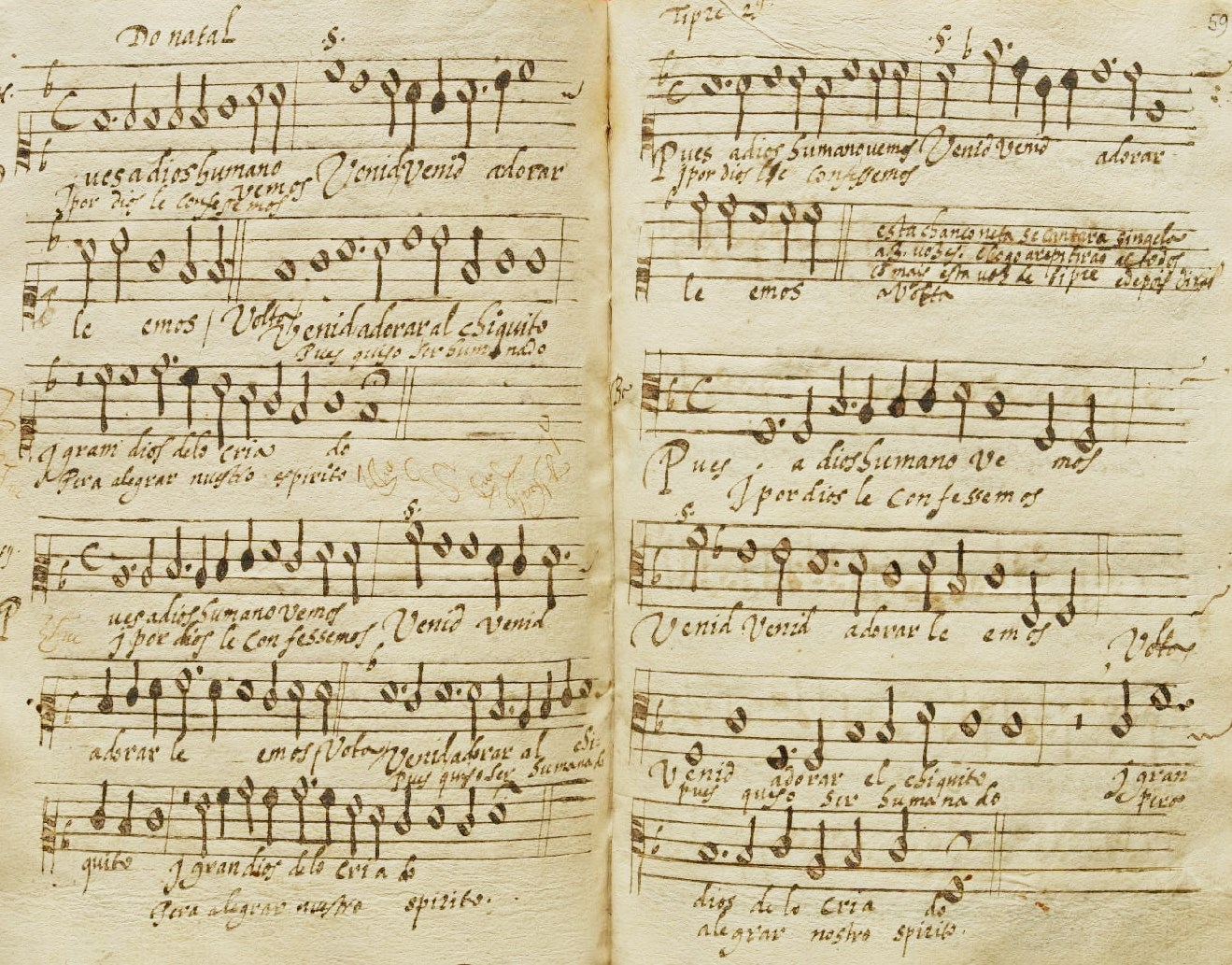
O vilancico Pues a Dios humano vemos.

Concordâncias com outros manuscritos:

- [CME] - Cancioneiro Musical de Elvas (P-Em 11793)
- [CML] - Cancioneiro de Lisboa (Cancioneiro Musical da Biblioteca Nacional) (Lisboa, Biblioteca Nacional C.I.C. 60) (P-Lm Res C.I.C. 60)
- [DAZ] - Libro de música de cifras para vihuela, intitulado El Parnaso (1576), Esteban Daza
- [ODA] - Odarum (Quas vulgo madrigales appellamus) (1561), Pere Alberc i Vila

## Discografia
- 1964 - [STU] Frühe spanische Musik im "Goldenen Zeitalter". Studio der frühen Musik. Telefunken "Das Alte Werk" AWT 8039 (EP).
- 1988 - [SEG] Música Maneirista Portuguesa - Cancioneiro Musical de Belém. Segréis de Lisboa. Movieplay.
- 1998 - [UFF] Música no tempo das Caravelas. Música Antiga da UFF.
- 2005 - [BAL] Amor e Devoção - Música Ibérica dos séculos XIII a XVI. Il Dolce Ballo. Selo independente.